# Chevaigné
Chevaigné (bret. Kavaneg) – miejscowość i gmina we Francji, w regionie Bretania, w departamencie Ille-et-Vilaine.
Według danych na rok 1990 gminę zamieszkiwało 1335 osób, a gęstość zaludnienia wynosiła 129 osób/km² (wśród 1269 gmin Bretanii Chevaigné plasuje się na 468. miejscu pod względem liczby ludności, natomiast pod względem powierzchni na miejscu 822.).